# Білл Робінсон
Білл Робінсон (англ. Bill "Bojangles" Robinson; 25 травня 1878 — 27 листопада 1949) — американський степіст і актор театру та кіно.
Виділявся своїм стриманим стилем, на противагу популярній тоді жвавій манері виконання джіттербагу, він дуже рідко використовував свою верхню частину тіла, покладаючись натомість на активну роботу ніг та виразне обличчя.
Був значною особистістю обох розважальних світів своєї епохи, чорному та білому. Найпомітнішими роботами сьогодні вважаються його танцювальні номери із Ширлі Темпл в серії фільмів у 1930-х і виконання головної роль у мюзиклі Stormy Weather (1943), за мотивами власного життя Робінсона.

## Біографія

### Ранні роки
Робінсон народився і виріс в афроамериканському кварталі Джексон Ворд в Ричмонді, штат Вірджинія. Його батьками були Максвелл Робінсон, працівник механічного цеху, і Марія Робінсон, співачка хору. Після смерті обох батьків в 1885 році опіку над семирічним хлопчиком взяла бабуся. Майже уся інформація про ранні роки життя Робінсона йде зі слов самого Білла, ніяких фактичних джерел не залишилось. Так він стверджував, що він був хрещеним як «Лютер» — ім'я, яке він ніколи не любив. Він запропонував своєму молодшому братові Біллу обмінятися іменами. Зрештою так і відбулось. Брат згодом прийняв ім'я «Персі» і під цим ім'ям став відомим музикантом.

## Вибрана фільмографія
| Year | Title                      | Role               |
| ---- | -------------------------- | ------------------ |
| 1929 | Hello, Bill                | Specialty Dancer   |
| 1930 | Dixiana                    | Specialty Dancer   |
| 1932 | Harlem is Heaven           | Bill               |
| 1933 | The Big Benefit            | Himself            |
| 1934 | King for a Day             | Bill Green         |
| 1935 | The Big Broadcast of 1936  | Specialty          |
| 1935 | The Little Colonel         | Walker             |
| 1935 | The Littlest Rebel         | Uncle Billy        |
| 1935 | In Old Kentucky            | Wash Jackson       |
| 1935 | Hooray for Love            | Himself            |
| 1937 | One Mile from Heaven       | Officer Joe Dudley |
| 1938 | Rebecca of Sunnybrook Farm | Aloysius           |
| 1938 | Up the River               | Memphis Jones      |
| 1938 | Cotton Club Revue          | Himself            |
| 1938 | За рогом                   | Corporal Jones     |
| 1942 | Let's Scuffle              | Himself            |
| 1942 | By an Old Southern River   | Specialty Dancer   |
| 1943 | Stormy Weather             | Bill Williamson    |